# Mamilloecia
Mamilloecia is een geslacht van kreeftachtigen uit de klasse van de Ostracoda (mosselkreeftjes).

## Soorten
- Mamilloecia indica Graves, 2012
- Mamilloecia mamillata (Müller, 1906)
- Mamilloecia nanomamillata (Deevey & Brooks, 1980)